# Aulacopilum trichophyllum
Aulacopilum trichophyllum är en bladmossart som beskrevs av Ångström in C. Müller 1862. Aulacopilum trichophyllum ingår i släktet Aulacopilum och familjen Erpodiaceae. Inga underarter finns listade i Catalogue of Life.